# Medvedce
Medvedce este o localitate din comuna Majšperk, Slovenia, cu o populație de 100 de locuitori.